# Euphrasia
Euphrasia  L. 1753  è un genere di piante Spermatofite Dicotiledoni appartenenti alla famiglia delle Orobanchaceae, dall'aspetto di piccole erbacee annuali o perenni e dai piccoli fiori labiati.

## Etimologia
Il nome di questo genere (Euphrasia) venne introdotto per la prima volta da Linneo nel 1735 ed è derivato da un vocabolo greco "εuφροσύνη" il cui significato è pressappoco "ilarità" oppure "diletto, gioia". Qualche altro testo fa riferimento a una delle "tre Grazie" (celebrate nell'opera più conosciuta di Antonio Canova), chiamata appunto "Eufrosine", figlia di Zeus.
Il nome scientifico del genere è stato proposto da Carl von Linné (1707 – 1778) biologo e scrittore svedese, considerato il padre della moderna classificazione scientifica degli organismi viventi, nella pubblicazione "Species Plantarum – 2" del 1753.

## Descrizione

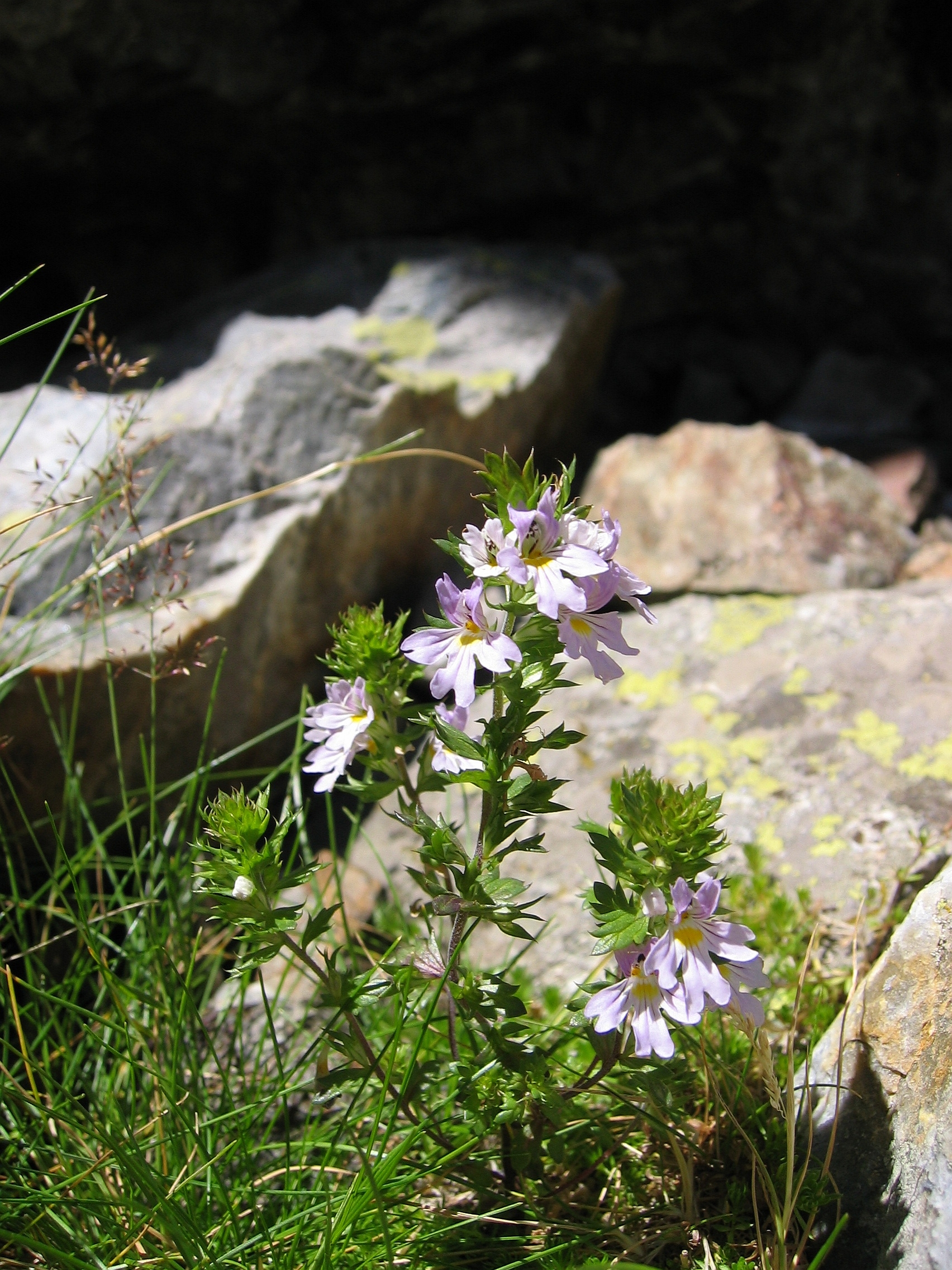
Il portamento (Euphrasia alpina)

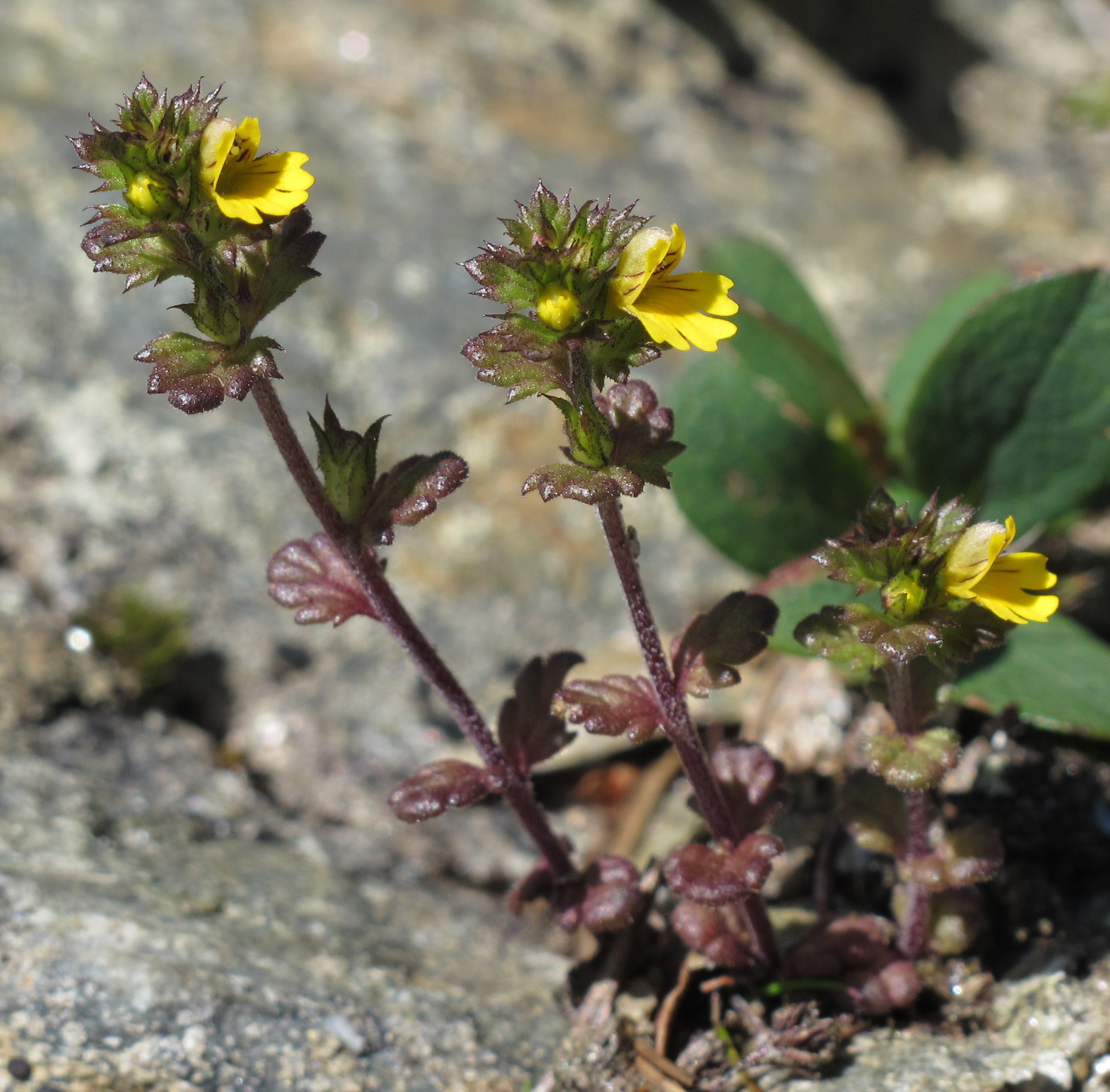
Euphrasia minima

I dati morfologici si riferiscono soprattutto alle specie europee e in particolare a quelle spontanee italiane.
Le piante di questo genere sono definite "emiparassite": ossia vivono sulle radici di altre piante per prelevare acqua e sali minerali, mentre sono capaci di svolgere la funzione clorofilliana (al contrario delle piante "parassite assolute"). L'altezza di queste piante varia da pochi centimetri fin quasi a 50 cm. La forma biologica prevalente è terofita scaposa (T scap), ossia sono piante erbacee che differiscono dalle altre forme biologiche poiché, essendo annuali, superano la stagione avversa sotto forma di seme, sono inoltre munite di asse fiorale eretto con poche foglie. Altre specie hanno un ciclo biologico perenne. Le superfici delle piante possono essere sia pubescenti sia glabre. 

### Radici
Le radici in genere sono piccole e legnose.

### Fusto
I fusti sono eretti o eretto-prostrati e poco ramosi.

### Foglie
Le foglie in maggioranza sono sessili e sono disposte in modo alternato nella parte basale, e in modo opposto nei pressi dell'infiorescenza (in questo caso sono delle brattee). In genere la dimensione delle foglie basali è minore di quelle verso l'infiorescenza. Il margine è sempre dentato (pochi denti per lato, più uno apicale). I denti possono essere acuti, aristati o più o meno lobati. La forma delle foglie è molto variabile: ovale, ellittica, lanceolata o lineare. La pagina inferiore è quasi sempre percorsa da grossolane nervature. Entrambe le pagine sono verdi, quindi svolgono la normale funzione clorofilliana. 

### Infiorescenza

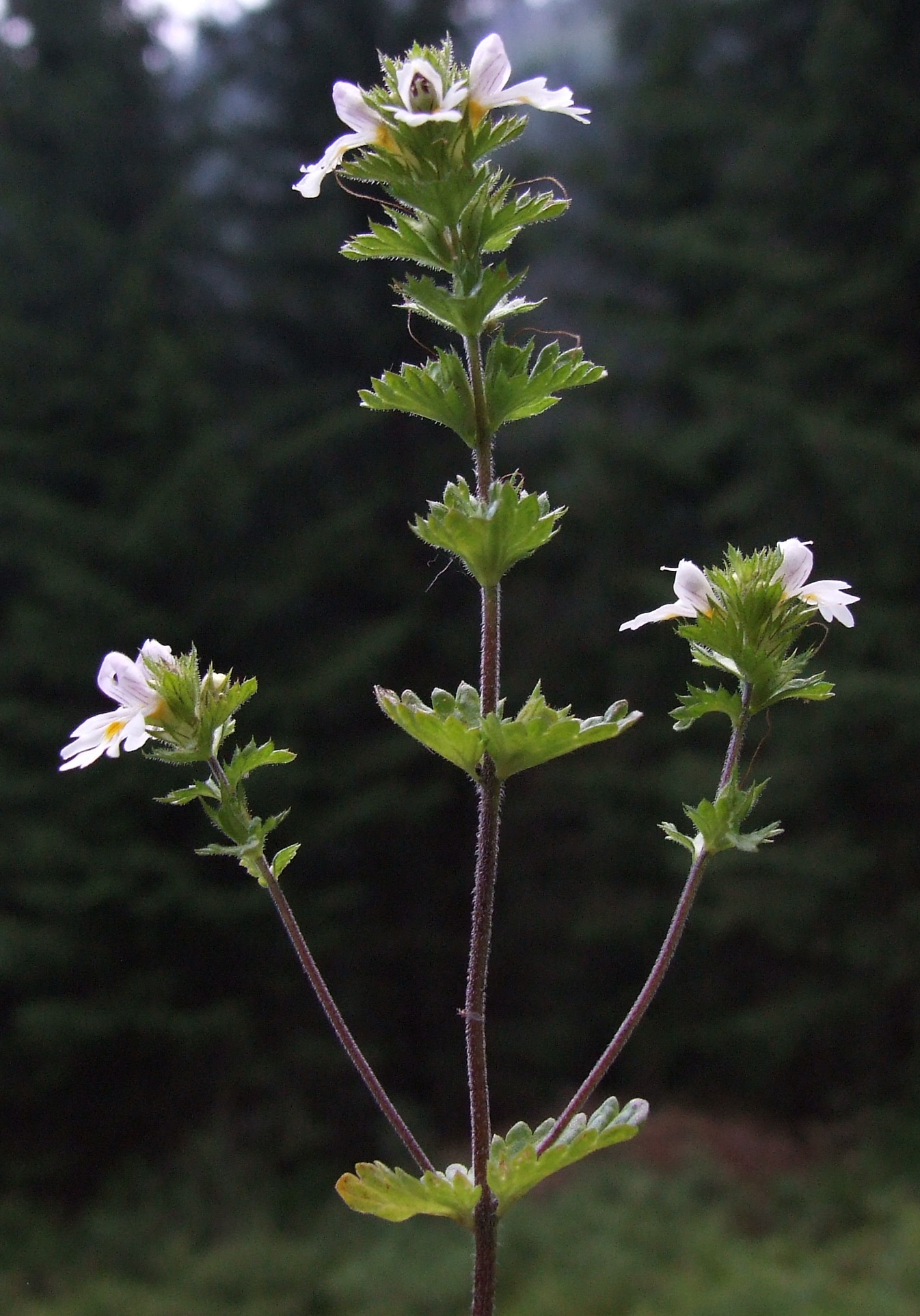
L'infiorescenza (Euphrasia tatrae)

L'infiorescenza è formata da fogliose spighe terminali di pochi fiori. Questi sono disposti in modo sessile all'ascella di brattee che in genere sono poco differenziate dalle foglie. Anche queste foglie-brattee sono dentate.

### Fiore

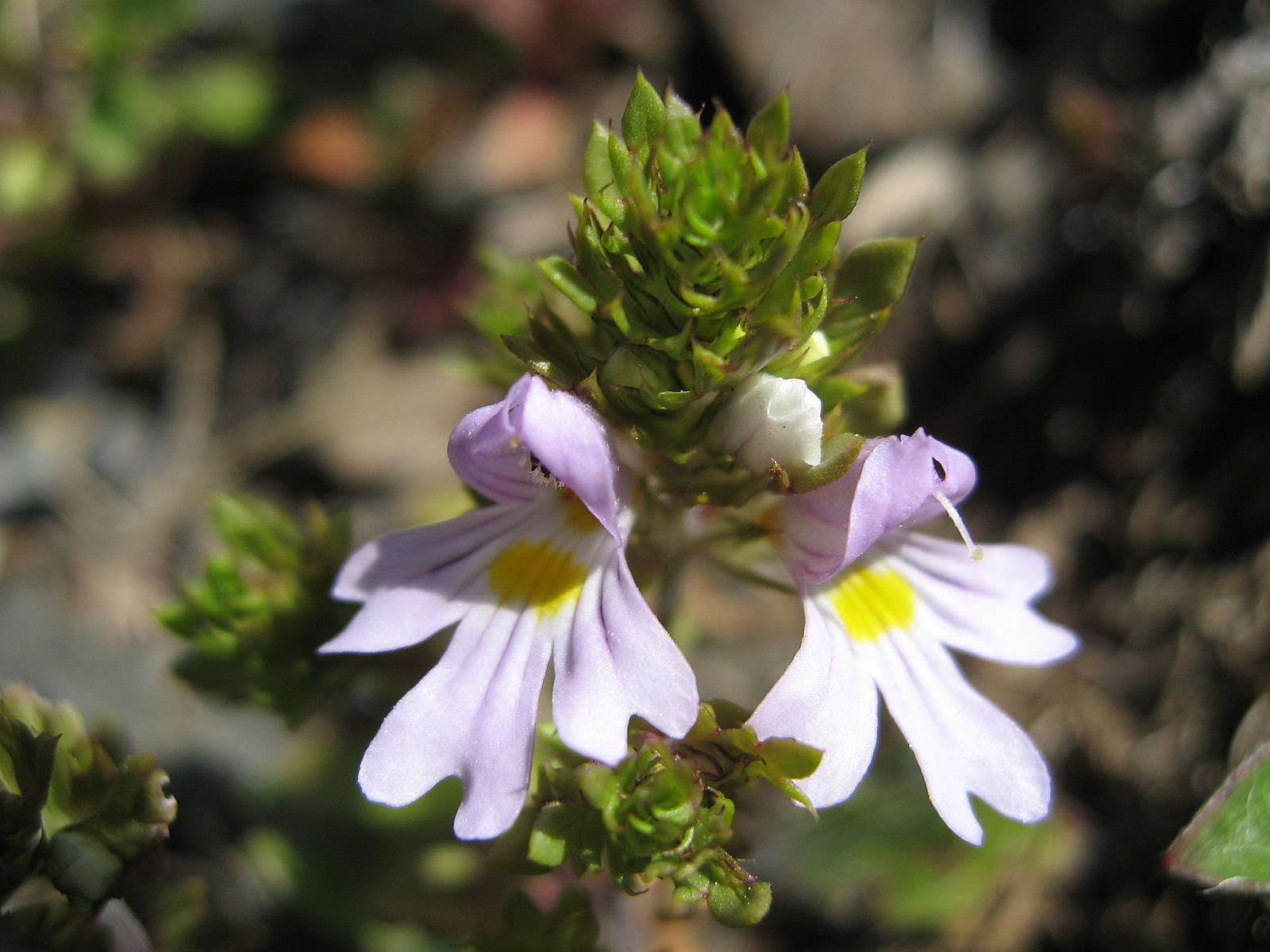
I fiori(Euphrasia salisburgensis)

I fiori sono ermafroditi, zigomorfi e tetraciclici (con i quattro verticilli fondamentali delle Angiosperme: calice – corolla – androceo – gineceo). Il colore è: bianco, lillacino, violetto, giallo o purpureo con striature longitudinali generalmente violacee più scure e una macchia chiara o gialla al centro della corolla.
- Formula fiorale:

X, K (4), C (2+3), A 2+2, G (2) (supero), capsula
- Calice: il calice, gamosepalo a forma tubulosa-campanulata, ha quattro denti (tetramero) che sono divisi più profondamente nella parte mediana che in quella laterale.
- Corolla: la corolla, pentamera (a cinque lobi), simpetala, è bilabiata; il labbro superiore ha una forma che ricorda un elmo con un orlo spesso rivolto all'indietro; il labbro inferiore è a tre lobi anch'essi con i bordi smarginati e a loro volta divisi in due lobi. La corolla è priva di sperone, sacco o gozzo. I due labbri formano un angolo più o meno retto.
- Androceo: gli stami sono quattro didinami (due lunghi e due corti); sono inseriti nel tubo corollino, in particolare ascendono sotto il labbro superiore della corolla. Le antere sono conniventi e hanno una loggia portante un cornetto allungato. Le sacche polliniche hanno l'estremità inferiore a forma di freccia[5].
- Gineceo: i carpelli sono due e formano un ovario supero biloculare (derivato dai due carpelli iniziali). Lo stilo è unico lievemente più lungo degli stami ed è inserito all'apice dell'ovario; lo stimma è capitato.

### Frutti
Il frutto è del tipo a capsula deiscente. La forma è oblunga, cavato-compressa e contiene diversi piccoli semi striati. La capsula può essere cigliata oppure no.

## Riproduzione
- Impollinazione: l'impollinazione avviene tramite insetti (impollinazione entomogama).
- Riproduzione: la fecondazione avviene fondamentalmente tramite l'impollinazione dei fiori (vedi sopra).
- Dispersione: i semi cadendo a terra sono successivamente dispersi soprattutto da insetti quali formiche (disseminazione mirmecoria).

## Distribuzione e habitat
Il genere Euphrasia è distribuito in Europa, Asia settentrionale e Nord America; le sue specie preferiscono climi freddi e temperati delle regioni extratropicali. Comprende circa 170 - 350 specie di cui almeno 18 sono presenti nella flora spontanea italiana.
Delle 17 specie spontanee della flora italiana 13 (a parte le sottospecie) vivono sull'arco alpino. La tabella seguente mette in evidenza alcuni dati relativi all'habitat, al substrato e alla diffusione delle specie alpine.
| Specie | Comunità vegetali | Piani vegetazionali                  | Substrato | pH     | Livello trofico | H2O   | Ambiente    | Zona alpina                             |
| --- | ----------------- | ------------------------------------ | --------- | ------ | --------------- | ----- | ----------- | --------------------------------------- |
| E. alpina | 10                | alpino                               | Si        | acido  | basso           | secco | F5          | CN TO AO VC NO SO BG BS TN BZ           |
| E. christii (incl. E. alpina) | 10                | alpino                               | Si        | acido  | basso           | secco | F5          | TO AO NO                                |
| E. cisalpina (incl. E. alpina) | 14                | collinare montano                    | Si        | acido  | basso           | secco | F2 G1 I2    | NO                                      |
| E. cuspidata | 3                 | collinare montano                    | Ca        | basico | basso           | secco | C4          | BL UD                                   |
| E. hirtella | 10                | subalpino                            | Ca/Si Si  | neutro | basso           | secco | F5          | tutto l'arco alpino (escl. BL UD)       |
| E. micrantha | 12                | montano subalpino                    | Si        | acido  | basso           | medio | F2 F4 G1 I1 | CN TO (al confine)                      |
| E. minima | 10                | subalpino alpino                     | Si        | acido  | basso           | medio | F5 G1       | tutto l'arco alpino (escl. VA CO)       |
| E. pectinata (incl. E. stricta) | 9                 | collinare, montano subalpino         | Ca Ca/Si  | neutro | basso           | arido | F2 I1       | CN AO BG BL                             |
| E. pica subsp. arguta | 11                | collinare                            | Ca Si     | neutro | medio           | umido | F3 F7       | TN BL UD                                |
| E. pica subsp. picta | 11                | montano subalpino                    | Ca Si     | neutro | basso           | umido | F3          | AO VC NO BS TN BZ BL UD                 |
| E. portae | 10                | montano subalpino                    | Ca Si     | basico | basso           | secco | C3 F2 F5    | CO TN BZ BL UD                          |
| E. rostkoviana subsp. campestris | 9                 | montano                              | Ca Si     | neutro | basso           | medio | F3          | CN TO AO (al confine)                   |
| E. rostkoviana subsp. montana | 11                | montano subalpino                    | Ca Si     | neutro | basso           | umido | F2 F3       | AO NO SO TN BZ BL UD                    |
| E. rostkoviana subsp. rostkoviana | 11                | collinare, montano subalpino, alpino | Ca Si     | neutro | basso           | umido | B2 B6 E1 F3 | tutto l'arco alpino (escl. VA CO BG BL) |
| E. salisburgensis | 10                | collinare, montano subalpino, alpino | Ca Ca/Si  | basico | basso           | secco | F2 F5       | tutto l'arco alpino                     |
| E. stricta | 9                 | collinare, montano subalpino         | Ca Si     | neutro | basso           | secco | C3 F2 F5    | tutto l'arco alpino                     |
| E. tricuspidata | 3                 | collinare montano                    | Ca        | basico | basso           | secco | C2 C3       | BG BS TN BZ BL UD                       |
| Legenda e note alla tabella. Substrato con "Ca/Si" si intendono rocce di carattere intermedio (calcari silicei e simili); vengono prese in considerazione solo le zone alpine del territorio italiano (sono indicate le sigle delle province). Comunità vegetali: 3 = comunità delle fessure, delle rupi e dei ghiaioni; 9 = comunità a emicriptofite e camefite delle praterie rase magre secche; 10 = comunità delle praterie rase dei piani subalpino e alpino con dominanza di emicriptofite; 11 = comunità delle macro- e megaforbie terrestri; 12 = comunità delle lande di arbusti nani e torbiere; 14 = comunità forestali Ambienti: B2 = ambienti ruderali, scarpate; B6 = tagli rasi forestali, schiarite, strade forestali; C2 = rupi, muri e ripari sotto roccia; C3 = ghiaioni, morene e pietraie; C4 = campi solcati; E1 = paludi e torbiere basse; F2 = praterie rase, prati e pascoli dal piano collinare al subalpino; F3 = prati e pascoli mesofili e igrofili; F4 = prati e praterie magre rase; F5 = praterie rase subalpine e alpine; F7 = margini erbacei dei boschi; G1 = lande e popolamenti a lavanda; I1 = boschi di conifere; I2 = boschi di latifoglie |                   |                                      |           |        |                 |       |             |                                         |

## Tassonomia
La famiglia di appartenenza della specie (Orobanchaceae) comprende soprattutto piante erbacee perenni e annuali semiparassite (ossia contengono ancora clorofilla a parte qualche genere completamente parassita) con uno o più austori connessi alle radici ospiti. È una famiglia abbastanza numerosa con circa 60 - 90 generi e oltre 1700 - 2000 specie (il numero dei generi e delle specie dipende dai vari metodi di classificazione) distribuiti in tutti i continenti.
Qui di seguito sono indicate alcune classificazioni scientifiche di questo genere attualmente obsolete:
Famiglia: Orobanchaceae, definita dal botanico francese Étienne Pierre Ventenat (Limoges, 1º marzo 1757 – 13 agosto 1808) in una pubblicazione del 1799.
Sottofamiglia: Euphrasioideae, definita dal botanico scozzese David Don (Forfarshire, 21 dicembre 1799 – 15 dicembre 1841) e dal botanico Leurss. nel 1882.
Tribù: Euphrasieae, definita da David Don in una pubblicazione del 1835.
Sottotribù: Euphrasinae definita dal botanico, naturalista e politico belga Barthélemy Charles Joseph Dumortier, in una pubblicazione del 1827.
Genere: Euphrasia L. (1753)
Altre classificazioni propongono una Sottofamiglia e una Tribù diversa:
Sottofamiglia: Rhinanthoideae definita da medico, botanico e naturalista tedesco Johann Heinrich Friedrich Link (Hildesheim, 2 febbraio 1767 – Berlino, 1º gennaio 1851) in una pubblicazione del 1829.
Tribù: Rhinantheae, definita dal naturalista, biologo e chimico francese Jean-Baptiste de Lamarck (Bazentin-le-Petit, 1º agosto 1744 – Parigi, 18 dicembre 1829) e dal botanico e micologo svizzero Augustin Pyrame de Candolle (Ginevra, 4 febbraio 1778 – 9 settembre 1841) in una pubblicazione del 1806.

### Filogenesi

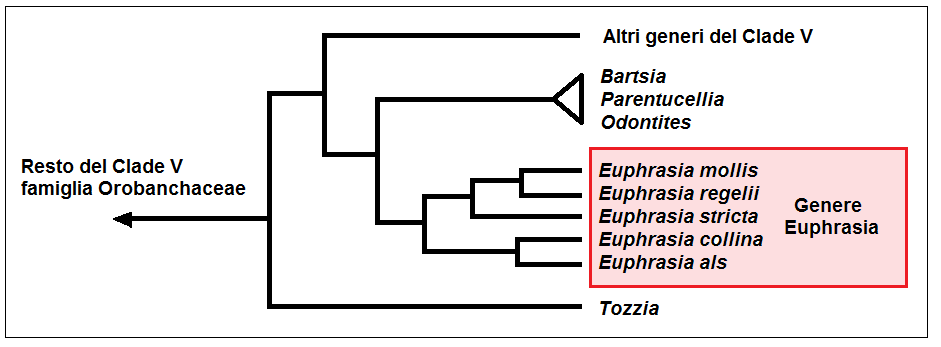
Cladogramma del genere

La classificazione tassonomica del genere di questa voce attualmente (2015) è in via di definizione in quanto fino a poco tempo fa apparteneva alla famiglia delle Scrophulariaceae (secondo la classificazione ormai classica di Cronquist), mentre ora con i nuovi sistemi di classificazione filogenetica (classificazione APG) è stata assegnata alla famiglia delle Orobanchaceae e alla tribù Rhinantheae Lamarck & de Candolle; anche i livelli superiori sono cambiati (vedi box tassonomico in alto a destra).
La circoscrizione del genere Euphrasia all'interno della tribù Rhinantheae è proposta anche in base agli ultimi studi filogenetici sul DNA. In particolare secondo una recente ricerca di tipo filogenetico la famiglia Orobanchaceae è composta da sei cladi principali nidificati uno all'interno dell'altro. Il genere Euphrasia si trova nel penultimo clade più interno (relativo alla tribù Rhinantheae) insieme ai generi Bartsia, Lathraea, Rhinanthus, Rhynchocorys, Parentucellia, Odontites, Tozzia e Melampyrum. Nella ricerca citata il genere Euphrasia risulta "gruppo fratello" dei generi Odontites, Parentucellia e di alcune specie del genere Bartsia. Sempre secondo questa ricerca il genere è monofiletico. Il cladogramma a lato, tratto dalla ricerca citata e semplificato, mostra la struttura filogenetica relativa ad alcune specie di Euphrasia.

### Sezioni del genere
Di seguito sono elencate alcune sezioni del genere Euphrasia:
- Sect. Anagospermae (Hook.f.) W.R.Barker
- Sect. Atlanticae Pugsley
- Sect. Australes (Benth.) Jorg.
- Sect. Cuneatae W.R.Barker
- Sect. Eueuphrasia Wettst.
- Sect. Euphrasia
  - subsect. Angustifoliae (Wettst.) Jörg.
  - subsect. Ciliatae Jörg.
- Sect. Lasiantherae W.R.Barker
- Sect. Malesianae W.R.Barker
- Sect. Novaezeelandiae (Du Rietz) W.R.Barker
- Sect. Pauciflorae W.R.Barker
- Sect. Phragmostomae W.R.Barker
- Sect. Scabrae (Du Rietz) W.R.Barker
- Sect. Striatae (Du Rietz) W.R.Barker

Delle sezioni precedenti, due sono utilizzate da Sandro Pignatti nella sua "Flora d'Italia" per dividere le specie spontanee del territorio italiano:
- Sezione CILIATAE: con capsula cigliata al margine;
- Sezione ANGUSTIFOLIAE: con capsula glabra.

La separazione tra questi due gruppi però non è ben definita in quanto esistono diversi ibridi.

## Usi

### Farmacia
Le proprietà farmacologiche di queste piante (derivate soprattutto dalla medicina popolare antica) sono tutte riconducibili a un'unica specie: Euphrasia rostkoviana chiamata comunemente "Eufrasia officinale". Il nome di Euphrasia officinalis dato inizialmente da Linneo sembra sia in realtà un nome collettivo di varie specie affini e poco distinguibili (attualmente è considerata una denominazione ambigua). In effetti la variabilità delle specie del genere Euphrasia è molto marcata creando non poche difficoltà ai vari botanici intenti a dividere tassonomicamente le varie specie. 
Per questa specie e quindi per tante altre specie simili dello stesso genere sono indicate fin dai tempi antichi le seguenti proprietà curative: tonica (rafforza l'organismo in generale), digestiva, astringente (limita la secrezione dei liquidi), diuretiche (facilita il rilascio dell'urina) e vulneraria (guarisce le ferite).
In particolare l'Euphrasia rostkoviana era considerata tonico-risolutiva e rafforzativa della memoria nonché oftalmica. A questo proposito sembra che gli estratti di questa pianta possano alleviare le infiammazioni della congiuntivite e blefarite.
Un rapporto dell'Agenzia Europea per i Medicinali classifica le proprietà astringenti e anti-infiammatorie dell'Euphrasia come solo ipotizzabili e la sua efficacia basata solo sulla tradizione. Per questo motivo, vista la mancanza di studi clinici, il suo utilizzo terapeutico in ambito oculistico viene sconsigliato.